# Język gebe
Język gebe (gebi) (Timtum Geb) – język austronezyjski używany w prowincjach Moluki Północne i Papua Zachodnia we wschodniej Indonezji. Według danych z 2000 r. posługiwało się nim wówczas 2650 osób. Według nowszych szacunków (2019) jedynie ok. 1300 osób używa tego języka na co dzień, a łącznie 2 tys. osób ma jakąkolwiek jego znajomość.
Jego użytkownicy zamieszkują wyspy Gebe, archipelag położony między Halmaherą a Waigeo (Raja Ampat). Poza główną wyspą Gebe obszar tego języka obejmuje mniejszą wyspę Yoi. Według doniesień istnieją minimalne różnice między odmianą z miejscowości Umera a odmianą wsi Sanafi, Kecepi i Yoi’umiyal. Dodatkowo gebe jest używany w niektórych wsiach na wyspach Gag i Waigeo.
Choć wyspy Gebe należą do Moluków, to pod względem historycznym ludność Gebe łączą pewne związki z wyspami Raja Ampat. Do końca XIX w. wyspy Raja Ampat i Gebe znajdowały się pod kontrolą Sułtanatu Tidore. Według lokalnej tradycji nazwa „gebe” wywodzi się od formy zaimka pytajnego „gdzie” w języku tidore, co ma nawiązywać do niewielkich rozmiarów wyspy i trudności w jej odnalezieniu. Określenie „minyaifuin” odnosi się do dialektu gebe z wyspy Gag.
Jego klasyfikacja nie została dobrze ustalona; postuluje się powiązania z austronezyjskimi językami Halmahery lub językami archipelagu Raja Ampat. Według serwisu Glottolog (4.2) należy do grupy południowohalmaherskiej, natomiast baza Ethnologue (wyd. 18) zalicza go do grupy języków Raja Ampat. A.C. van der Leeden (1983, 1993) sugeruje, że jest to historyczna pochodna języka patani z Halmahery. Analiza danych słownikowych wykazała podobieństwo leksykalne między gebe i patani na poziomie 44%.
Potencjalnie zagrożony wymarciem, gdyż pod wpływem edukacji wzrasta rola języka indonezyjskiego; przyczynia się do tego rozwój działalności wydobywczej w regionie. Zanikowi lokalnego języka sprzyjają też takie czynniki, jak zwiększona mobilność, obecność ludności napływowej i zawieranie małżeństw mieszanych. Funkcję regionalnej lingua franca pełni malajski wyspy Ternate (malajski Moluków Północnych), który przejmuje rolę podstawowego środka komunikacji.
W 2019 i 2023 odnotowano, że stopień użycia rodzimego języka różni się w zależności od grupy wiekowej i miejscowości. Doszło do redukcji przekazu międzypokoleniowego. W wielu domenach (w administracji, handlu, edukacji i sferze religijnej) dominują indonezyjski i lokalny malajski, przy czym gebe jest częściowo wykorzystywany w sferze tradycyjnej (ceremonialnej) oraz w kontaktach rodzinnych i wewnątrzgrupowych. O ile w miejscowościach zlokalizowanych w pobliżu portu gebe jest słabo znany młodszym grupom wiekowym, to w trudniej dostępnych wsiach (Umiyal, Umera) rodzimy język pozostaje w stosunkowo intensywnym użyciu i charakteryzuje się wyższym poziomem żywotności. Sporządzono skrótowy opis jego gramatyki (2019) .